# سولانون
سولانون (به انگلیسی: Solanone) با فرمول شیمیایی C۱۳H۲۲O یک ترکیب شیمیایی با شناسه پاب‌کم ۶۴۵۱۳۳۷ است. که جرم مولی آن ۱۹۴٫۳۱ g/mol می‌باشد. 